# Kaliski Węzeł Wodny
Kaliski Węzeł Wodny – węzeł wodny na terenie Kalisza, który tworzy rzeka Prosna przepływająca przez centrum Kalisza oraz kanały: Rypinkowski i Bernardyński. Na terenie miasta do Prosny wpływają wody: Trojanówki i Swędrni, Piwonki i Krępicy. Naturalny układ rzek dostosowano do potrzeb miasta w latach 1842–1843 wg planów Teodora Urbańskiego, tworząc system kanałów i mostów.

## Historia
Na lokację miasta miała wpływ rzeka Prosna i jej dopływy. Gród, który istniał już w IX-X wieku na wyspie u podnóża Rypinka, po zmianie koryta Prosny i zamuleniu starego koryta utracił obronność, co umożliwiło zdobycie go i zniszczenie w 1233 roku przez Henryka Brodatego. Miasto zostało przeniesione na dwie wyspy, które opływały odnogi Prosny. Autorem planów dostosowujących istniejący układ rzek do potrzeb miasta był inżynier Teodor Urbański. Zgodnie z nimi w latach 1842–1843 przekopano Kanał Bernadyński, aby połączyć Prosnę ze starym korytem i Rypinowski, poszerzono i pogłębiono istniejące koryto Prosny.
W 1873 roku zbudowano wały przeciwpowodziowe, a na początku XX wieku skrócono Pokrzywnicę przesuwając jej ujście o 1 km w górę Prosny przy okazji budowy mostu kolejowego. Podczas II wojny zasypano płynący przez centrum miasta Kanał Babinka i wyprostowano kanał Rypinowski. 

## Zadania
Głównym zadaniem kanałów i budowli Kaliskiego Węzła Wodnego ma być zapewnienie ochrony miasta przed powodzią, szczególnie tzw. wodą stuletnią, czyli występującą raz na 100 lat, o przepływie 219 m3/s. Jeśli chodzi o możliwość odprowadzenia wody Kanał Bernardyński może przyjąć 48% wody, Kanał Rypinkowski około 27% wody, a główne koryto Prosny pozostałe 25%.